# Eugenio Ruspoli
Eugenio Ruspoli (Italiaans: Eugenio dei Principe Ruspoli) (Țigănești in Roemenië, 6 januari 1866  -  Burgi in Italiaans-Somaliland, 4 december 1893) was een Italiaanse ontdekkingsreiziger en natuuronderzoeker.

## Biografie
Eugenio Ruspoli was afkomstig uit een zeer voorname prinselijke Romeinse en Florentijnse familie die banden had met de familie Bonaparte. Zijn vader was de politicus prins Emanuele Ruspoli en zijn moeder was de Roemeense prinses Catherine Vogonide-Conachi. Dit verklaart waarom Eugenio in Roemenië werd geboren.
Eugenio startte in het begin van 1891 met ontdekkingsreizen door Ethiopië en Somaliland. Hij vertrok uit de stad Berbera en trok door de Ogaden tot aan Shebelle. Hij verzamelde een grote collectie natuurhistorische specimens die hij meebracht naar Italië. 
Van 1892 tot 1893 maakte hij een tweede reis die begon op 3 april in de havenstad Berbera. Hij trok stroomopwaarts de rivier de Jubba tot aan de grensstad Dolo in Ethiopië, waar hij het achterland verkende en het Chamomeer beschreef en de naam Umbertomeer gaf als eerbetoon aan Umberto I van Italië. Bij de plaats Burgi in Italiaans-Somaililand, tijdens de jacht op een savanneolifant, raakte hij dodelijk gewond door de olifant die hij wilde neerschieten.

## Nalatenschap
De Italiaanse vogelkundige Tommaso Salvadori beschreef de Ruspoli's toerako (Tauraco ruspolii) als eerbetoon aan Eugenio die de vogel verzamelde. Verder is er in Genua een straat naar hem vernoemd en staat zijn graftombe in de Santa Maria in Aracoeli in Rome.

## Bron
- Dit artikel of een eerdere versie ervan is een (gedeeltelijke) vertaling van het artikel Eugenio Ruspoli op de Franstalige Wikipedia, dat onder de licentie Creative Commons Naamsvermelding/Gelijk delen valt. Zie de bewerkingsgeschiedenis aldaar.